# بومزو
بومزو (انگلیسی: Bumzu؛ زادهٔ ۸ نوامبر ۱۹۹۱) خواننده، و تهیه‌کننده موسیقی اهل کره جنوبی است.